# Amassadi per Aran
L'agrupació d'electors Amassadi per Aran va ser una formació política aranesa associada a Unió Democràtica de Catalunya com a escissió d'Unió Democràtica Aranesa.

## Història
Quan Josep Calbetó Giménez, aleshores president d'UDA, va decidir concòrrer a les eleccions araneses de 1999 al costat del Partido Popular sota la marca de Unió Popular Aranesa (UPA), UDC donà per trencat el pacte amb UDA i alguns militants d'UDA (principalment el sector aranesista i catalanista) van deixar el partit per discrepància amb la decisió de Calbetó. Dos dels militants més importants que van mostrar el seu rebuig a l'UPA van ser l'exsíndica d'Aran Amparo Serrano Iglesias i Emili Sanllehí, els quals van alegar com a motiu del trencament que "cap vot nacionalista aranès podia anar al PP de José María Aznar". En mig de la crisi, el llavors secretari d'organització d'UDC, Josep Sánchez Llibre, viatjà fins a la Vall d'Aran per conèixer de primera mà els succeït i donar suport als escindits d'UDA. En aquella trobada es va decidir l'establiment d'una secció local d'UDC a l'Aran encapçalada per Amparo Serrano, tot i que també es va parlar d'unir-se a Convergència Democràtica Aranesa. Aquella secció local d'UDC no va poder presentar-se a les eleccions com a UDC, ja que el reglament de CiU impedia que CDC o UDC es presentaren fóra de la coalició. Així, es presentà l'Agrupació d'Electors Amassadi per Aran, amb Amparo Serrano com a cap de llista a les eleccions araneses de 1999 i a les eleccions araneses de 2003, sense aconseguir cap escó. La coalició UPA es trencà un any després només de la seua creació per discrepàncies polítiques entre el PP i UDA, però AxA i UDA mai tornaren a unir-se. L'any 2007, Amassadi per Aran es va dissoldre abans de les eleccions d'aquell mateix any.

### Conselh Generau d'Aran
| Elecció | Vots | %    | Escons | +/– | Candidat                | Govern            |
| ------- | ---- | ---- | ------ | --- | ----------------------- | ----------------- |
| 1999    | 111  | 2,52 | 0 / 13 | Nou | Amparo Serrano Iglesias | Extraparlamentàri |
| 2003    | 143  | 2,95 | 0 / 13 | =   | Amparo Serrano Iglesias | Extraparlamentari |

### Resultats eleccions municipals
| Elecció | Vots | %    | Escons | +/– | Posició |
| ------- | ---- | ---- | ------ | --- | ------- |
| 1999    | 254  | 5,70 | 1 / 51 | Nou | 4t      |
| 2003    | 139  | 2,84 | 0 / 51 | 1   | 5t      |